# Metro de Río de Janeiro
El Metro de Río de Janeiro (en portugués: metrô do Rio de Janeiro) es una red del ferrocarril subterráneo masivo que sirve a la ciudad de Río de Janeiro, Brasil. Fue inaugurado en 1979 con cinco estaciones que funcionaban en una línea. Incluye 41 estaciones, 57 kilómetros de vías operativas y tres líneas (Línea 1 -Naranja-, Línea 2 -Verde- y Línea 4 -Amarilla-) que transportaron en 2016 un promedio de 942 mil pasajeros diarios. Desde diciembre de 2009, Estácio dejó de ser la estación exclusiva de transferencia entre ambas líneas a partir de la creación de la conexión directa entre las líneas 1 y 2 a lo largo de diez estaciones, entre Botafogo y Central, las cuales funcionan como intercambiadores. Desde 2016 la Línea 4 funciona como extensión de la Línea 1 hacia el oeste de la ciudad.

## Historia
La Companhia do Metropolitano do Río de Janeiro fue creada por la ley N.º 1.736 del estado el 14 de noviembre de 1968 y comenzó a funcionar en 1975 debido a la Ley-Decreto Nº25. El 23 de junio de 1970 empezaron los trabajos de construcción en el Jardim da Glória. Las tareas de construcción se detuvieron entre 1971 y 1974 debido a la escasez de recursos, y recomenzaron el año siguiente.
El metro de Río de Janeiro comenzó a operar comercialmente en marzo de 1979, durante la administración del gobernador Chagas Freitas. Al principio había solamente cinco estaciones (Praça Onze, Central, Presidente Vargas, Cinelândia y Glória), contaba con 4,3 kilómetros de vías, tenía cuatro trenes de cuatro vagones y funcionaba de 9 a 15, horario que fue extendido hasta las 23 en diciembre de ese mismo año.
En los primeros diez días de operación el metro transportó más de medio millón de personas, con una media diaria de 60 mil clientes.

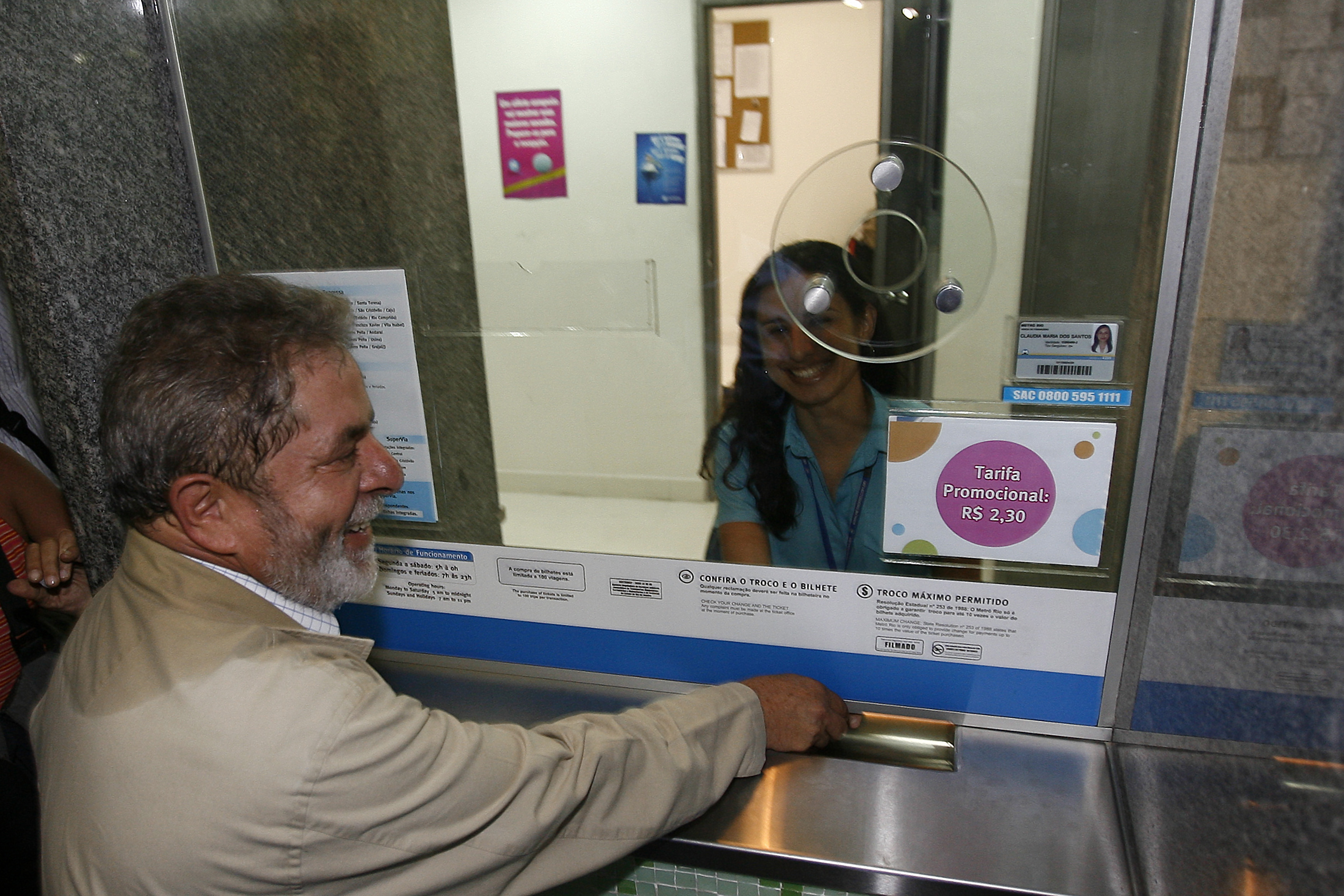
El presidente Lula Da Silva en la estación Maracanã.

Las estaciones Uruguaiana y Estácio se inauguraron en 1980, lo que incrementó la demanda de pasajeros y obligó a sumar dos vagones en cada formación. Al año siguiente entraron en operación las estaciones Catete, Morro Azul (que luego pasó a llamarse Flamengo), Botafogo y Largo do Machado. La Línea 2 se inauguró en noviembre de 1981 con las estaciones São Cristóvão y Maracanã. Esta línea que se prolongó hacia el norte también se denominó Línea Verde, mientras que la otra fue nombrada Línea Naranja.
Las estaciones Afonso Pena, São Francisco Xavier y Saens Peña, de la Línea 2, comenzaron a operar en 1982 y, durante el año siguiente, los trenes de este trecho del norte de la ciudad circularon sólo de 6 a 14 para permitir los trabajos de extensión de la línea hasta Irajá. Fue implementado un servicio gratuito de ómnibus diariamente hasta las 20 para integrar las estaciones Estácio, São Cristóvão y Maracanã.
En 1996 la Línea 2 llegaba hasta Vicente de Carvalho, con intervalos entre los trenes de seis minutos. La "Operación de Carnaval", con funcionamiento ininterrumpido los días de fiesta, comenzó en 1997 y desde entonces se repitió todos los años.
También realiza una operación especial para el Réveillon (fiesta de Año Nuevo) carioca, a partir de 1999, con la venta anticipada de billetes para horarios predefinidos.
La integración metrô-trem, para llegar hasta barrios de la Zona Norte a los que no alcanza la red subterránea, fue implementada en 2000. El servicio de subterráneo comenzó a funcionar los domingos en 2004 y se puso en marcha la Integração Metrô-Ônibus Expresso, con doce líneas inauguradas entre 2004 y 2005.
El 21 de diciembre de 2009 se inauguró la conexión directa a lo largo de diez estaciones, entre Central y Botafogo, con lo que Estácio dejó de ser la estación de transferencia exclusiva entre ambas líneas. De esta manera, los pasajeros de la Línea 2 pueden viajar desde Pavuna hasta Botafogo sin realizar transferencia.
En 2013 había en funcionamiento 49 composiciones con 296 vagones.
Con motivo de los Juegos Olímpicos de Río de Janeiro 2016 se puso en marcha la Línea 4 (identificada con el color amarillo), que conecta Ipanema con Barra da Tijuca. Las primeras excavaciones para la construcción de la Línea 4 comenzaron el 26 de junio de 2010. En principio estaban planeadas seis nuevas estaciones, de las cuales Gávea (un desvío entre Antero de Quental y São Conrado) quedó postergada en principio para 2018.
La tarifa del metro en 1998 era de un real, y en mayo del año siguiente se redujo a R$0,95. Luego de sucesivos aumentos que se dieron aproximadamente una vez por año, el billete alcanzó un valor de R$2,80 en abril de 2009. En 2012 el costo por viaje unitario se incrementó a R$3,10. En 2016 el billete simple costaba R$4,10.
MetrôRio renovó la concesión del servicio de subterráneo de Río de Janeiro hasta el año 2038.

### Evolución histórica
Cantidad anual de pasajeros 1995-2024 (en millones):
| Año  | Línea 1 (Naranja) | Línea 2 (Verde) | Línea 4 (Amarilla) | Total |
| ---- | ----------------- | --------------- | ------------------ | ----- |
| 1995 | 75,8              | 9,1             | —                  | 84,9  |
| 1996 | 80,1              | 12,3            | —                  | 92,5  |
| 1997 | 59,0              | 11,1            | —                  | 70,2  |
| 1998 | 71,3              | 15,1            | —                  | 86,4  |
| 1999 | 80,8              | 25,9            | —                  | 106,8 |
| 2000 | 83,8              | 29,1            | —                  | 113,0 |
| 2001 | 80,8              | 29,0            | —                  | 109,9 |
| 2002 | 81,5              | 29,3            | —                  | 110,8 |
| 2003 | 84,2              | 29,1            | —                  | 113,3 |
| 2004 | 89,0              | 31,1            | —                  | 120,4 |
| 2005 | 95,0              | 34,0            | —                  | 129,0 |
| 2006 | 99,4              | 35,7            | —                  | 135,2 |
| 2007 | 110,4             | 39,6            | —                  | 150,1 |
| 2008 | 115,0             | 38,9            | —                  | 154,0 |
| 2009 | 113,2             | 39,5            | —                  | 152,7 |
| 2010 | 122,6             | 41,6            | —                  | 164,2 |
| 2011 | 131,8             | 48,0            | —                  | 179,8 |
| 2012 | 136,5             | 51,1            | —                  | 187,7 |
| 2013 | 135,8             | 56,6            | —                  | 192,4 |
| 2014 | 162,2             | 65,1            | —                  | 227,4 |
| 2015 | 167,3             | 65,2            | —                  | 232,5 |
| 2016 | 177,1             | 66,3            | 5,8                | 249,3 |
| 2017 | 159,4             | 59,2            | 26,4               | 244,7 |
| 2018 | 152,7             | 58,0            | 30,5               | 241,3 |
| 2019 | 155,4             | 60,0            | 35,6               | 251,2 |
| 2020 | 68,7              | 33,1            | 16,3               | 118,2 |
| 2021 | 68,4              | 35,8            | 17,2               | 121,5 |
| 2022 | 96,7              | 47,9            | 25,1               | 169,8 |
| 2023 | 108,3             | 52,1            | 28,4               | 188,8 |
| 2024 | 105,4             | 48,8            | 28,1               | 182,4 |

Cantidad total de estaciones por año:

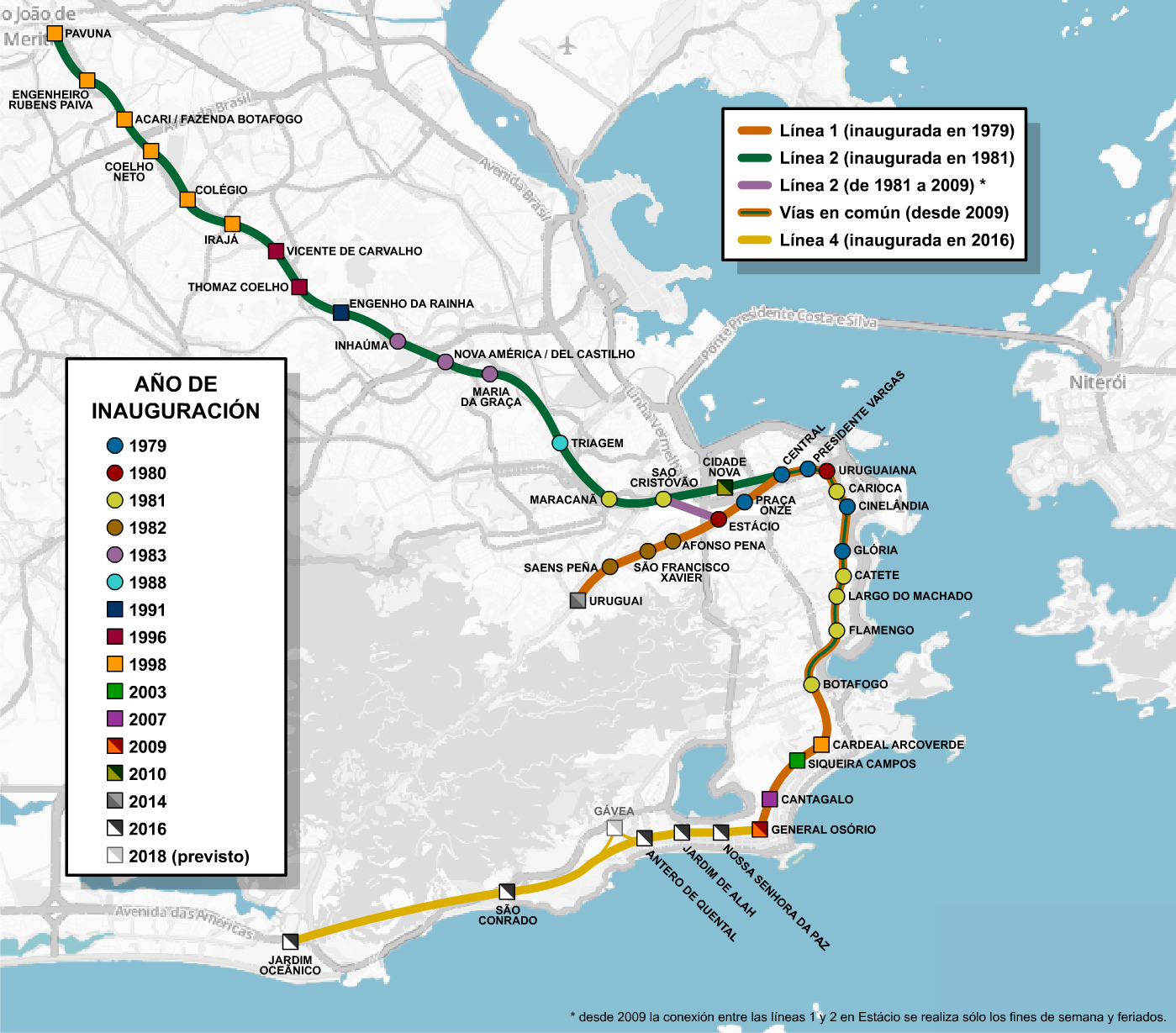
Evolución histórica del Metro de Río de Janeiro 1979-2024.

### Metro en la superficie
La línea de extensión Metrô Na Superfície es un servicio de ómnibus propios que conectan algunas estaciones de metro con la terminal de ómnibus PUC, en Gávea, con paradas intermedias. La primera estación en prestar el servicio fue Cardeal Arcoverde, que en principio llegaba sólo hasta Ipanema, en la Zona Sur de la ciudad, que comenzó a funcionar en enero de 2002. En marzo de 2003, la conexión Metrô Na Superfície fue transferida a la entonces flamante estación Siqueira Campos y se prolongó hasta los barrios Leblon y Gávea.
Hacia principios de 2010, las integraciones de la estación Siqueira Campos fueron trasladadas a General Osório, inaugurada en diciembre de 2009, mientras que servicio del Metrô na Superfície cubría la ruta Botafogo-Gávea.
A fines de 2016 quedaron dos servicios del Metrô na Superfície: entre Botafogo y Gávea (con paradas en Humaitá, Lagoa y Jardim Botânico) y entre la estación Antero de Quental y la terminal PUC de Gávea.

## Líneas

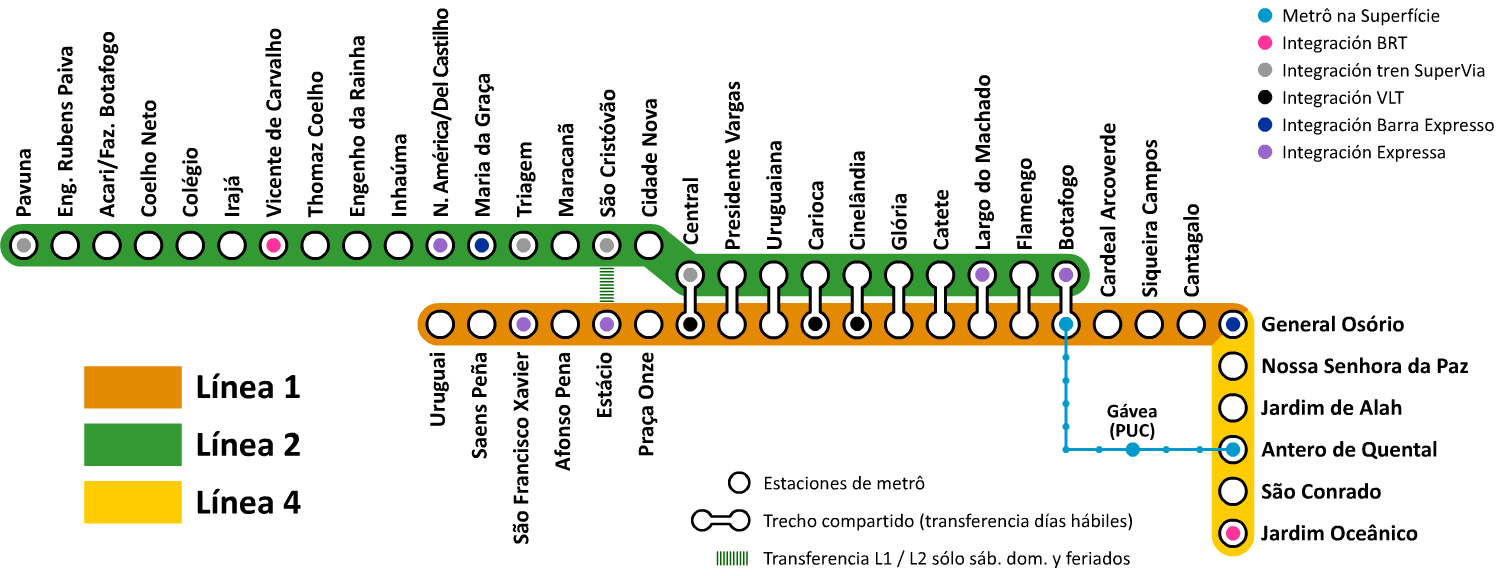
Diagrama de las estaciones de las tres líneas del metro de Río y del Metrô na Superficie.

| Línea            | Cabeceras                        | Inauguración | Estaciones exclusivas | Estaciones compartidas | Extensión total |
| ---------------- | -------------------------------- | ------------ | --------------------- | ---------------------- | --------------- |
| Línea 1 NARANJA  | Uruguai ↔ General Osório         | 1979         | 9                     | 11                     | 16 kilómetros   |
| Línea 2 VERDE    | Pavuna ↔ Botafogo                | 1981         | 16                    | 10                     | 25 kilómetros   |
| Línea 4 AMARILLA | General Osório ↔ Jardim Oceânico | 2016         | 5                     | 1                      | 16 kilómetros   |

### Línea 1 (Naranja)
| Estación             | Barrio     | Inauguración       | Pasajeros anuales (2017) | Integraciones | Accesibilidad                   |
| -------------------- | ---------- | ------------------ | ------------------------ | --- | ------------------------------- |
| Uruguai              | Tijuca     | marzo de 2014      | 7.197.777                | — |                                 |
| Saens Peña           | Tijuca     | mayo de 1982       | 8.368.787                | Ómnibus expreso (a Usina, Muda, Grajaú y Andaraí) |                                 |
| São Francisco Xavier | Tijuca     | mayo de 1982       | 3.009.453                | Ómnibus expreso (a Méier y Vila Isabel) | Elevadores, plataforma vertical |
| Afonso Pena          | Tijuca     | mayo de 1982       | 3.564.051                | — | Elevadores, plataforma vertical |
| Estácio              | Estácio    | marzo de 1980      | 2.979.473                | Ómnibus expreso (a Caju, São Cristóvão y Rodoviária Novo Rio). Estación de transferencia con la Línea 2 (fines de semana y feriados)                                    | Rampa                           |
| Praça Onze           | Estácio    | marzo de 1979      | 2.521.187                | — | Rampa, plataforma vertical      |
| Central              | Centro     | marzo de 1979      | 20.577.694               | Trenes de Supervia (a Deodoro, Bangu, Campo Grande, Santa Cruz, Nova Iguaçu, Japeri, Queimados, Saracuruna y Belford Roxo). Transferencia con la Línea 2 (días hábiles) |                                 |
| Presidente Vargas    | Centro     | marzo de 1979      | 2.921.349                | Estación compartida con la Línea 2 (días hábiles) | Elevadores, plataforma vertical |
| Uruguaiana           | Centro     | marzo de 1980      | 13.691.095               | Estación compartida con la Línea 2 (días hábiles) | Elevadores, plataforma vertical |
| Carioca              | Centro     | julio de 1981      | 18.223.649               | Tranvía VLT. Transferencia con la Línea 2 (días hábiles) |                                 |
| Cinelândia           | Centro     | marzo de 1979      | 11.240.156               | Tranvía VLT. Transferencia con la Línea 2 (días hábiles) | Elevadores                      |
| Glória               | Glória     | marzo de 1979      | 3.506.186                | Estación compartida con la Línea 2 (días hábiles) | Elevadores                      |
| Catete               | Catete     | septiembre de 1981 | 3.670.504                | Transferencia con la Línea 2 (días hábiles) | Elevadores, plataforma vertical |
| Largo de Machado     | Catete     | diciembre de 1981  | 8.380.185                | Ómnibus expreso (a Cosme Velho). Transferencia con la Línea 2 (días hábiles)                                                                                            | Elevadores, plataforma vertical |
| Flamengo             | Flamengo   | septiembre de 1981 | 5.907.917                | Transferencia con la Línea 2 (días hábiles) | Rampa, plataforma vertical      |
| Botafogo             | Botafogo   | septiembre de 1981 | 17.858.278               | Ómnibus expreso (a Urca). Metrô Na Superfície (a Gávea-PUC). Transferencia con la Línea 2 (días hábiles)                                                                | Elevadores                      |
| Cardeal Arcoverde    | Copacabana | julio de 1998      | 4.798.897                | — | Elevadores, plataforma vertical |
| Siqueira Campos      | Copacabana | marzo de 2003      | 9.132.640                | — | Elevadores                      |
| Cantagalo            | Copacabana | febrero de 2007    | 4.611.983                | — | Elevadores, plataforma vertical |
| General Osório       | Ipanema    | diciembre de 2009  | 7.251.102                | Transferencia con la Línea 4 | Elevadores                      |

### Línea 2 (Verde)
| Estación                    | Barrio              | Inauguración       | Pasajeros anuales (2017) | Integraciones | Accesibilidad                          |
| --------------------------- | ------------------- | ------------------ | ------------------------ | --- | -------------------------------------- |
| Pavuna                      | Pavuna              | agosto de 1998     | 13.052.896               | Ómnibus expreso y trenes de Supervia (a Duque de Caxias, Mesquita, Nilópolis y Nova Iguaçú)                                                                             |                                        |
| Engenheiro Rubens Paiva     | Costa Barros        | septiembre de 1998 | 2.570.473                | — | Elevadores                             |
| Acari-Fazenda Botafogo      | Acari               | septiembre de 1998 | 1.661.228                | — | Elevadores                             |
| Coelho Neto                 | Coelho Neto         | septiembre de 1998 | 4.854.755                | — | Elevadores                             |
| Colégio                     | Colégio             | septiembre de 1998 | 2.329.492                | — |                                        |
| Irajá                       | Irajá               | septiembre de 1998 | 3.871.778                | — |                                        |
| Vicente de Carvalho         | Vicente de Carvalho | septiembre de 1996 | 5.026.557                | Ómnibus BRT | Rampa, elevadores, plataforma vertical |
| Thomaz Coelho               | Tomás Coelho        | septiembre de 1996 | 707.893                  | — |                                        |
| Engenho da Rainha           | Engenho da Rainha   | marzo de 1991      | 1.891.460                | — | Elevadores                             |
| Inhaúma                     | Inhaúma             | marzo de 1983      | 1.926.177                | — | Rampa, plataforma vertical             |
| Nova América / Del Castilho | Del Castilho        | marzo de 1983      | 6.910.418                | Ómnibus expreso (a Jacarepaguá, Barra y Fundão) | Rampa, plataforma vertical             |
| Maria da Graça              | Maria da Graça      | marzo de 1983      | 2.571.222                | — | Elevadores                             |
| Triagem                     | Triagem             | junio de 1988      | 1.990.067                | Trenes de Supervia | Elevadores                             |
| Maracaná                    | Maracaná            | noviembre de 1981  | 3.197.589                | Trenes de Supervia | Elevadores                             |
| São Cristóvão               | São Cristóvão       | noviembre de 1981  | 4.052.211                | Trenes de Supervia | Rampa. elevadores, plataforma vertical |
| Cidade Nova (*)             | Cidade Nova         | noviembre de 2010  | 2.641.998                | — | Elevadores                             |
| Central                     | Centro              | marzo de 1979      | 20.577.694               | Trenes de Supervia (a Deodoro, Bangu, Campo Grande, Santa Cruz, Nova Iguaçu, Japeri, Queimados, Saracuruna y Belford Roxo). Transferencia con la Línea 2 (días hábiles) |                                        |
| Presidente Vargas           | Centro              | marzo de 1979      | 2.921.349                | Estación compartida con la Línea 2 (días hábiles) | Elevadores, plataforma vertical        |
| Uruguaiana                  | Centro              | marzo de 1980      | 13.691.095               | Estación compartida con la Línea 2 (días hábiles) | Elevadores, plataforma vertical        |
| Carioca                     | Centro              | julio de 1981      | 18.223.649               | Tranvía VLT. Transferencia con la Línea 2 (días hábiles) |                                        |
| Cinelândia                  | Centro              | marzo de 1979      | 11.240.156               | Tranvía VLT. Transferencia con la Línea 2 (días hábiles) | Elevadores                             |
| Glória                      | Glória              | marzo de 1979      | 3.506.186                | Estación compartida con la Línea 2 (días hábiles) | Elevadores                             |
| Catete                      | Catete              | septiembre de 1981 | 3.670.504                | Transferencia con la Línea 2 (días hábiles) | Elevadores, plataforma vertical        |
| Largo de Machado            | Catete              | diciembre de 1981  | 8.380.185                | Ómnibus expreso (a Cosme Velho). Transferencia con la Línea 2 (días hábiles)                                                                                            | Elevadores, plataforma vertical        |
| Flamengo                    | Flamengo            | septiembre de 1981 | 5.907.917                | Transferencia con la Línea 2 (días hábiles) | Rampa, plataforma vertical             |
| Botafogo                    | Botafogo            | septiembre de 1981 | 17.858.278               | Ómnibus expreso (a Urca). Metrô Na Superfície (a Gávea-PUC). Transferencia con la Línea 2 (días hábiles)                                                                | Elevadores                             |

(*) Si bien Cidade Nova es la última estación de la Línea 2 hacia el sur, desde 2010 es posible viajar los días hábiles desde Pavuna hasta Botafogo sin hacer transferencia, ya que utiliza las vías de la Línea 1 en diez estaciones compartidas: Central, Presidente Vargas, Uruguaiana, Carioca, Cinelândia, Glória, Catete, Largo do Machado, Flamengo y Botafogo. Los fines de semana y feriados, la transferencia se continúa realizando en Estácio.

### Línea 4 (Amarilla)

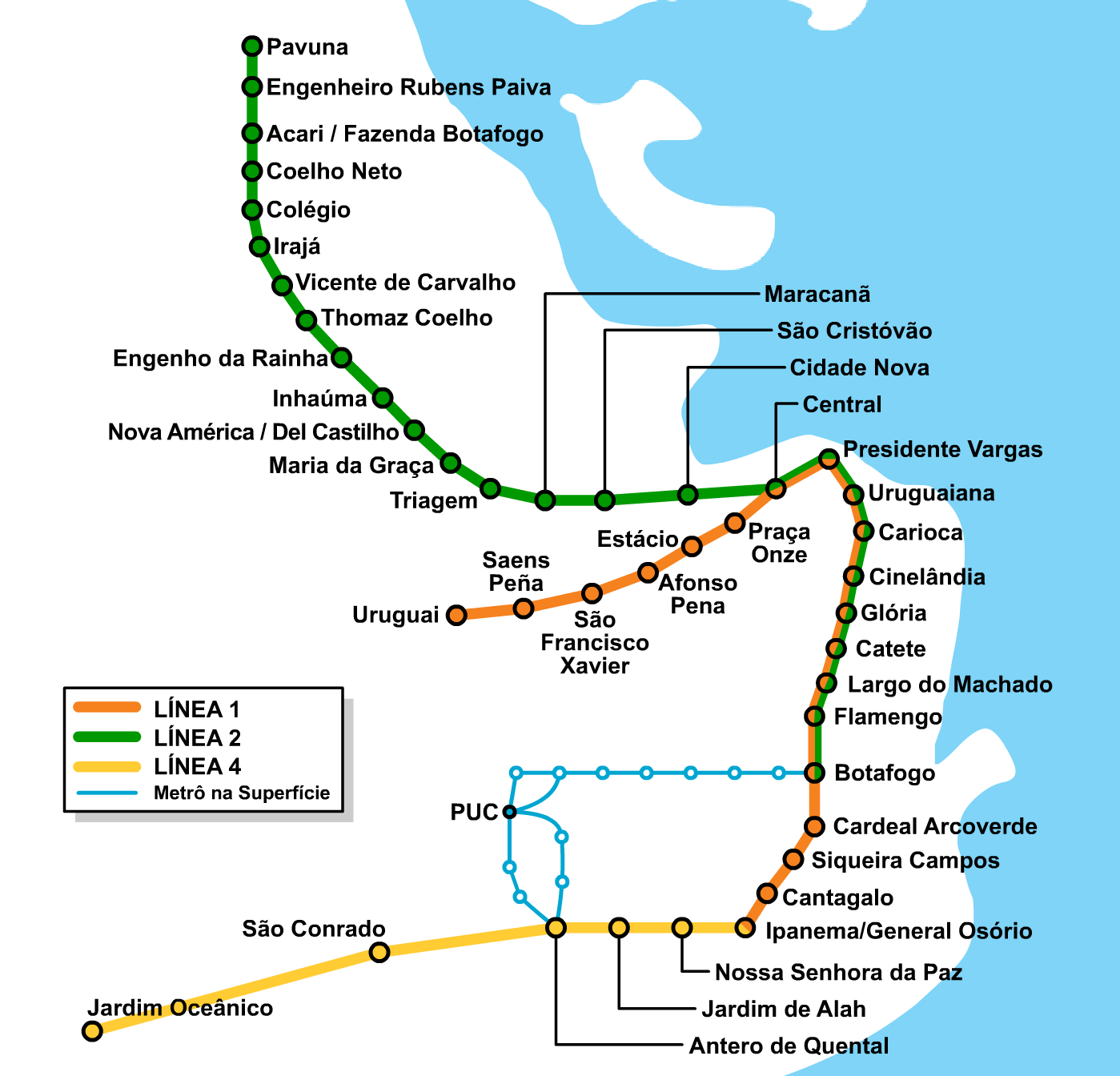
Mapa de la red de metro de Río a 2017.

| Estación             | Barrio          | Inauguración      | Pasajeros anuales (2017) | Integraciones                     | Accesibilidad     |
| -------------------- | --------------- | ----------------- | ------------------------ | --------------------------------- | ----------------- |
| General Osório       | Ipanema         | diciembre de 2009 | 7.251.102                | Transferencia con la Línea 1      | Elevadores        |
| Nossa Senhora da Paz | Ipanema         | julio de 2016     | 4.020.495                | —                                 | Rampa, elevadores |
| Jardim de Alah       | Leblon          | julio de 2016     | 3.310.385                | —                                 | Rampa, elevadores |
| Antero de Quental    | Leblon          | julio de 2016     | 4.576.241                | Metrô na Superfície (a Gávea-PUC) | Rampa, elevadores |
| Gávea                | Gávea           | en construcción   |                          |                                   |                   |
| São Conrado          | São Conrado     | julio de 2016     | 3.298.732                | —                                 | Rampa, elevadores |
| Jardim Oceânico      | Barra da Tijuca | julio de 2016     | 10.835.478               | Ómnibus BRT                       | Rampa, elevadores |

### Cambios de nombre de estaciones
- La estación Flamengo, de la Línea 1, fue inaugurada el 18 de septiembre de 1981 bajo el nombre Morro Azul. Debido a que los vecinos del barrio no aceptaban esa denominación, se realizó una votación pública y, en diciembre del mismo año, la estación pasó a llamarse Flamengo.[21][22]

- La estación cabecera sur de la Línea 1 planeaba llamarse Tom Jobim en homenaje al compositor, pero columnistas de diarios, vecinos y blogs consideraron que se prestaría a confusiones y finalmente lograron que se inaugurara con el nombre Ipanema/General Osório, el cual finalmente quedó reducido a General Osório.[23][24][25]

## Servicios

### Horarios
El metro de Río funciona de lunes a sábado entre las 5 y la medianoche, y los domingos y feriados de 7 a 23, horario en vigencia desde febrero de 2004.

### Flujo de pasajeros
La Línea 1, con un flujo de 300 mil pasajeros por día, tiene 19 estaciones y 16 kilómetros de vías. La Línea 2, con un flujo diario de 250 mil pasajeros, contaba con 15 estaciones y 24,9 kilómetros de vías, pero en noviembre de 2010 se inauguró la estación número 16, Cidade Nova, y se amplió la extensión de la línea con un trecho de diez estaciones en el que el tendido férreo es compartido con la Línea 1 (las estaciones Central, Presidente Vargas, Uruguaiana, Carioca, Cinelândia, Glória, Catete, Largo do Machado, Flamengo y Botafogo funcionan desde entonces como intercambiadoras, con lo que es posible viajar desde Botafogo hasta Pavuna sin cambiar de coche). De esta manera, la Línea 2 incorporó esas diez estaciones compartidas a su trayecto y alcanzó un total de 26 estaciones y 30,2 kilómetros de vías.

### Tiempo de viaje
El tiempo aproximado de viaje de la Línea 1 entre sus dos cabeceras (Ipanema y Saens Peña) es de 28 minutos y 32 segundos, mientras que en la Línea 2 (de Estácio a Pavuna) era de 31 minutos y 30 segundos, aunque luego Estácio dejó de ser cabecera debido a una ampliación y se extendió el recorrido y los tiempos de viaje (51 minutos y 24 segundos entre Botafogo y Pavuna).
La velocidad media de los trenes es de 30 kilómetros por hora incluyendo las paradas en las estaciones; si bien pueden alcanzar hasta 100 km/h, normalmente transitan hasta a 80 km/h en los trechos más largos.

### Material rodante
El Metro de Río contaba con 32 formaciones hasta agosto de 2012, a las que se sumaron a la flota nuevos trenes construidos en China, en un proceso gradual que concluyó en marzo de 2013. Así, alcanzó las 49 formaciones con un total de 296 vagones. La concesionaria MetrôRio operaba diariamente en 2010 con el 98,7% de toda la flota.
Hay dos modelos de trenes. Uno con una cabina de conducción, llamado tipo A, y el otro sin ella, llamado tipo B. El tipo de coche monoblock de pasajeros se fabrica en acero inoxidable. El tipo A puede transportar un máximo de 351 pasajeros (40 asentados), y el tipo B hasta 378 pasajeros (48 asentados). La composición del coche de pasajeros puede variar entre cuatro y ocho vagones. 
Los trenes operados por MetrôRio transportan hasta 1800 pasajeros cada uno.
Hasta 2010 había dos talleres de mantenimiento, en la estación Maria da Graça y en el Centro de Mantenimiento, y desde entonces se sumaron los de Saens Peña y Glória.

### Integraciones
MetrôRio tiene un complejo servicio de integraciones con ómnibus propios, líneas de ómnibus municipales y el servicio ferroviario:

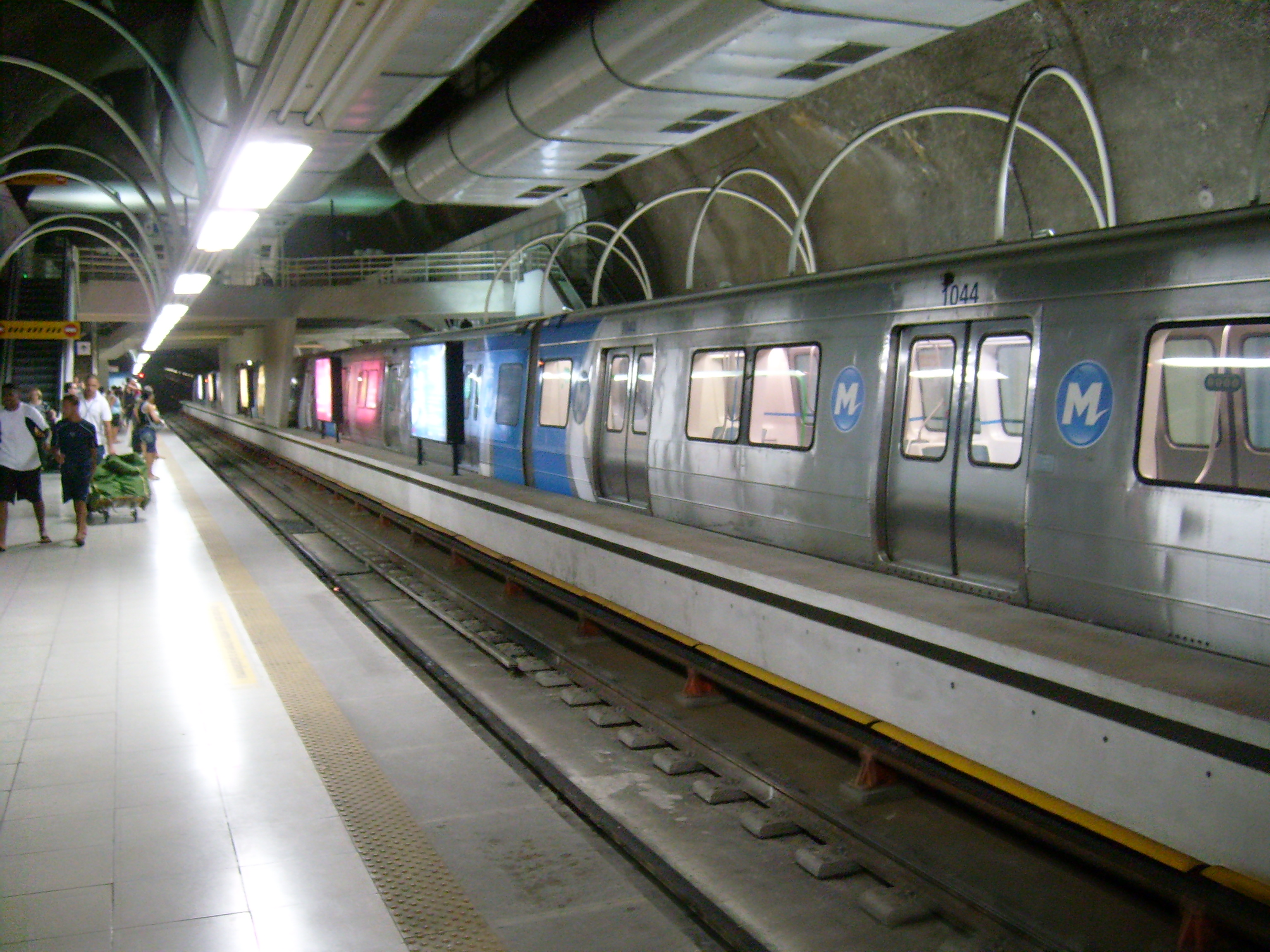
Estación Cantagalo, en Copacabana.

- Integração intermunicipal: conexión con cuatro líneas de ómnibus en la Zona Norte que pueden ser utilizados por usuarios de MetrôRio, sólo con el sistema de Billete Único.[35]
- Metrô na Superfície: ómnibus propios de MetrôRio para cubrir los trayectos Botafogo-Gávea/PUC (pasando por los barrios Humaitá, Lagoa y Jardim Botânico y Leblon (desde Antero de Quental)-Gávea/PUC. No tiene costo extra.[15]
- Ómnibus BRT: desde las estaciones Jardim Oceânico y Vicente de Carvalho.[15]
- Metrô - SuperVia: disponible en las estaciones Pavuna, Triagem, Maracanã, São Cristóvão y Central, donde conecta con la línea de ferrocarril.[15]
- Metrô - Ônibus Expresso: líneas de ómnibus municipales con trasbordo en las estaciones Botafogo (a Urca), Largo do Machado (a Estácio, Rodoviária y Cosme Velho), Estácio (a São Cristovão), São Francisco Xavier (a Vila Isabel y Méier), Saens Peña (a Andaraí, Usina, Grajaú y Muda) y Nova América/Del Castilho (a Fundão).[15][36]

### Embarque con bicicletas
Los ciclistas pueden subir al metro sin cargo adicional con sus bicicletas. Desde septiembre de 2009, la propuesta que funcionaba los domingos y feriados se extendió a los sábados, desde las 14. Además, hay estacionamiento para bicicletas en las estaciones Pavuna, Colégio, Irajá, Vicente de Carvalho, Inhaúma, Triagem, Uruguai, Saens Peña, Estácio, Glória, Catete, Siqueira Campos, Cantagalo y General Osório.

### Vagón exclusivo para mujeres
En 2006 MetrôRio inauguró vagones exclusivos para mujeres en los horarios de mayor movimiento de usuarios. Identificables por su color exterior rosa, estos vagones pueden utilizarse entre las 6 y las 9, y las 17 y las 20.

### Bibliotecas públicas en el metro
Las estaciones Central y Siqueira Campos cuentan con bibliotecas públicas, en un espacio denominado "Livros & Trilhos".

### Mirador de Ipanema
En junio de 2010 se inauguró en la estación Ipanema/General Osório el Complexo Rubem Braga, que incluye el Mirante da Paz, un mirador en las alturas al que se accede sin salir de la misma estación a través del elevador Cantagalo (que conecta además con las favelas Cantagalo y Pavão/Pavãozinho). El acceso es público y gratuito.

## Planes de expansión de la red

### Línea 3
La idea de construir la línea 3 entre las ciudades de São Gonçalo y Niterói, que conectaría con la Plaza Quince de Noviembre en Río de Janeiro por medio de un túnel subacuático en la Bahía de Guanabara o con la estación Carioca de la Línea 1, fue debatida desde 1968, antes de la inauguración de la red del metro carioca, pero nunca se concretó. El proyecto volvió a discutirse en distintas ocasiones, como en enero de 2025 con la candidatura de Río de Janeiro y Niterói para los Juegos Panamericanos de 2031.

### Línea 4
La estación Gávea (en el barrio Gávea) estaba incluida en el proyecto original de la línea 4, que finalmente se inauguró en 2016 sin esa estación. Si bien estaba previsto que las obras continuaran con la nueva línea en funcionamiento, problemas de financiación y sospechas de sobreprecios suspendieron los trabajos. En 2025 se firmó un nuevo contrato de obras para concretar la estación Gávea, con un plazo de ejecución de 39 meses y su inauguración en el segundo semestre de 2028, y el 10 de abril de ese año se retomaron los trabajos. Gávea sería la estación más profunda del metro de Río, a 52 metros de profundidad, y el acceso de los pasajeros no se realizaría por escaleras sino a través de dos ascensores de alta velocidad con capacidad para hasta 30 personas. Estaba previsto que conecte con la estación São Conrado, en un tramo de 1,5 kilómetros operado por un número reducido de trenes, lo que obligaría a hacer trasbordo en São Conrado para conectar con la línea 4.